# Покалів
Покалі́в — село в Україні, в Коростенському районі Житомирської області. Входить до складу Овруцької міської громади. Населення становить 591 осіб.

## Історія
У 1906 році село Покалівської волості Овруцького повіту Волинської губернії. Відстань від повітового міста 15 верст. Дворів 77, мешканців 457.

### Відомі уродженці
- Курочка Марія Юхимівна (* 1942) — художниця декоративно-ужиткового мистецтва, живописець. Членкиня НСХУ.
- Тиховський Павло Іванович (1867—1938) — український літературознавець і бібліограф.
- Тиховський Ювеналій Іванович (1868—1919) — український історик, бібліограф, педагог і літературний критик.